# Paracarnus elongatus
Paracarnus elongatus är en insektsart som beskrevs av William Lucas Distant 1884. Paracarnus elongatus ingår i släktet Paracarnus och familjen ängsskinnbaggar. Inga underarter finns listade i Catalogue of Life.